# Bound for Glory (2024)
L'édition 2024 de Bound for Glory est un Pay-per-view de catch (lutte professionnelle) produit par la Total Nonstop Action Wrestling. L'événement a eu lieu le 26 octobre 2024 au Wayne State Fieldhouse à Détroit (Michigan). Il s'agit de la 20e édition de Bound for Glory.

## Production
Bound for Glory est un Pay-per-view annuel de catch professionnel qui a lieu tous les mois d'octobre de chaque année depuis 2005.
Le 8 août 2024, la compagnie de catch annonce que la 20e édition du Pay-per-view aura lieu le 26 octobre au Wayne State Fieldhouse à Détroit (Michigan),.

## Contexte
Les spectacles de la Total Nonstop Action Wrestling (TNA) sont constitués de matchs aux résultats prédéterminés par les scénaristes de la compagnie. Ces rencontres sont justifiées par des storylines – une rivalité entre catcheurs, la plupart du temps – ou par des qualifications survenues dans les shows de la TNA tels que Impact!. Tous les catcheurs possèdent un gimmick, c'est-à-dire qu'ils incarnent un personnage gentil (Face) ou méchant (Heel), qui évolue au fil des rencontres. Un événement comme Bound for Glory est donc un événement tournant pour les différentes storylines en cours.

## Tableau des matchs
| Ordre par numéros | Résultat | Stipulation(s) | Temps |
| --- | --- | --- | ----- |
| 1P | Ash et Heather by Elegance (avec The Personal Concierge) battent Xia Brookside et Brinley Reece,                                       | Tag Team match, | 8:42  |
| 2P | Frankie Kazarian remporte le Call Your Shot Gauntlet match en éliminant en dernier Rhino,                                              | 20-Person Intergender Call Yout Shot Gauntlet match, Le (La) gagnant(e) gagne un trophée et obtient un contrat qui lui permettra d'avoir un match de championnat de son choix à tout moment pendant un an. | 26:37 |
| 3 | Mike Bailey (c) bat El Hijo del Vikingo,                                                                                               | Match simple pour le TNA X Division Championship, | 14:55 |
| 4 | Spitfire (Dani Luna et Jody Threat) (c) bat Rosemary et Wendy Choo,                                                                    | Tag Team match pour les TNA Knockouts World Tag Team Championship, | 10:32 |
| 5 | Josh Alexander bat Steve Maclin par soumission,                                                                                        | Match simple, | 14:32 |
| 6 | PCO (c) bat Matt Cardona, | Monster's Ball match pour les TNA Digital Media Championship et International Heavyweight Wrestling Championship,                                                                                          | 13:16 |
| 7 | Mike Santana bat Moose, | Match simple, | 13:49 |
| 8 | Masha Slamovich bat Jordynne Grace (c),                                                                                                | Match simple pour le TNA Knockouts World Championship, | 12:42 |
| 9 | Nic Nemeth (c) bat Joe Hendry, | Match simple pour le TNA World Championship, Frankie Kazarian est l'arbitre spécial du match. | 15:13 |
| 10 | The Hardys (Matt et Jeff) battent The System (Brian Myers et Eddie Edwards (c) (avec Alisha Edwards) et ABC (Ace Austin et Chris Bey), | 3-Way Full Metal Mayhem match pour les TNA World Tag Team Championship, | 27:25 |
| La lettre C placée entre parenthèses désigne la personne ou l’équipe championne en titre. P – indique que le match a eu lieu lors du pré-show | | |       |